# Sociologie de Strasbourg
Pour un article plus général, voir Strasbourg.
La ville de Strasbourg possède de nombreuses particularités liées à sa position géographique et à son histoire.

## Revenus
En 2019 à Strasbourg, le revenu médian disponible par unité de consommation était de 19 220 euros (chiffres INSEE). En comparaison, Lyon se situe à 24 150 euros et Marseille à 19 370 euros. Strasbourg se situe en dessous de la médiane nationale (21 930 euros) et a un revenu médian plus faible que celui de la plupart des grandes villes françaises.  
A l'échelle de la métropole, on note d'importants écarts de revenus d'une commune à l'autre. En effet, le revenu moyen des ménages oscille entre 15 000 euros pour la commune de Schiltigheim, à plus de 22 000 euros pour les quartiers des Contades et de la Wantzenau. Strasbourg n'échappe pas non plus à une disparité très marquée entre les différentes couches sociales : les 10 % des ménages les plus pauvres ont un revenu inférieur à 3 820 euros alors qu’il dépasse 34 200 euros pour les 10 % les plus riches.
Selon les données de l'INSEE pour l'année 2005, la ville compte 2 036 redevables de l'impôt de solidarité sur la fortune (ISF). Leur patrimoine moyen s'élève à  1 832 759 euros pour une imposition moyenne de 8 658 euros. Il s'agit de moyennes élevées par rapport aux autres grandes villes de France, comme Bordeaux, Nantes ou Grenoble, où le patrimoine moyen oscille entre 1,4 et 1,6 million d'euros.

## Immigration
Selon l'INSEE, la commune de Strasbourg comptait 20,3 % d'immigrés en 2013 ce qui la place sensiblement au-dessus des moyennes nationale (9,0 %) et régionale (10,9 %).
La répartition de cette population est par ailleurs très inégale. En effet, si les immigrés ne représentent que 2,0 % dans le quartier des Contades, leur proportion atteint 39,4 % dans celui du Polygone.
| Pays d'origine | Proportion |
| -------------- | ---------- |
| Maroc          | 14,0       |
| Turquie        | 13,0       |
| Allemagne      | 10,0       |
| Algérie        | 8,0        |
| Portugal       | 7,0        |
| Italie         | 6,0        |
| Espagne        | 4,0        |
| Tunisie        | 3,0        |
| Suisse         | 1,0        |
| Autres         | 34,0       |

Les immigrés installés à Strasbourg viennent donc essentiellement d'Afrique du Nord et d'Europe (notamment d'Allemagne).

## Politique
Globalement, la gauche et la droite républicaine sont les deux forces politiques majeures à Strasbourg. Le centre (Mouvement démocrate, UDF) et les Verts ont habituellement devancé le Front National et Alsace d'abord dans les urnes. Historiquement, Strasbourg n'a pas d'ancrage politique particulier au sein d'une région qui est pourtant traditionnellement de droite. Avant la seconde guerre mondiale, la ville était majoritairement de gauche, voir d'extrême gauche avec l'élection de Charles Hueber en 1929[pas clair]. En 1935, la droite prend la tête de la ville avec Charles Frey, qui sera réélu à la fin du conflit, en 1945. Après le long mandat de Pierre Pflimlin qui dirigea la ville entre 1959 et 1983, les forces politiques se sont équilibrées[Quoi ?].

### Élection présidentielle de 2017
| Candidat                 | Strasbourg | France |
| ------------------------ | ---------- | ------ |
| M. Emmanuel MACRON       | 27,76      | 24,01  |
| M. Jean-Luc MELENCHON    | 24,36      | 19,58  |
| Mme Marine LE PEN        | 12,17      | 21,30  |
| M. François FILLON       | 19,84      | 20,01  |
| M. Benoît HAMON          | 9,43       | 6,36   |
| M. Nicolas DUPONT-AIGNAN | 2,90       | 4,70   |
| M. Philippe POUTOU       | 0,93       | 1,09   |
| M. Jean LASSALLE         | 0,73       | 1,21   |
| M. François ASSELINEAU   | 0,70       | 0,92   |
| Mme Nathalie ARTAUD      | 0,49       | 0,64   |
| M. Jacques CHEMINADE     | 0,15       | 0,18   |

| Candidat           | Strasbourg | France |
| ------------------ | ---------- | ------ |
| M. Emmanuel MACRON | 81,24      | 66,10  |
| M. Marine LE PEN   | 18,76      | 33,90  |

### Élection présidentielle de 2012
| Candidat                 | Strasbourg | France |
| ------------------------ | ---------- | ------ |
| M. François HOLLANDE     | 32,14      | 28,63  |
| M. Nicolas SARKOZY       | 27,48      | 27,18  |
| Mme Marine LE PEN        | 11,86      | 17,90  |
| M. Jean-Luc MELENCHON    | 11,37      | 11,10  |
| M. François BAYROU       | 10,42      | 9,13   |
| Mme Eva JOLY             | 4,19       | 2,31   |
| M. Nicolas DUPONT-AIGNAN | 1,02       | 1,79   |
| M. Philippe POUTOU       | 0,86       | 1,15   |
| Mme Nathalie ARTAUD      | 0,42       | 0,56   |
| M. Jacques CHEMINADE     | 0,24       | 0,25   |

| Candidat             | Strasbourg | France |
| -------------------- | ---------- | ------ |
| M. François HOLLANDE | 54,70      | 51,64  |
| M. Nicolas SARKOZY   | 45,30      | 48,36  |

### Élection présidentielle de 2007
| Candidat                | Strasbourg | France |
| ----------------------- | ---------- | ------ |
| M. Olivier BESANCENOT   | 2,88       | 4,08   |
| Mme Marie-George BUFFET | 0,73       | 1,93   |
| M. Gérard SCHIVARDI     | 0,17       | 0,34   |
| M. François BAYROU      | 22,36      | 18,57  |
| M. José BOVÉ            | 1,27       | 1,32   |
| Mme Dominique VOYNET    | 1,85       | 1,57   |
| M. Philippe de VILLIERS | 1,26       | 2,23   |
| Mme Ségolène ROYAL      | 29,03      | 25,87  |
| M. Frédéric NIHOUS      | 0,19       | 1,15   |
| M. Jean-Marie LE PEN    | 8,09       | 10,44  |
| Mme Arlette LAGUILLER   | 0,91       | 1,33   |
| M. Nicolas SARKOZY      | 31,26      | 31,18  |

| Candidat           | Strasbourg | France |
| ------------------ | ---------- | ------ |
| Mme Ségolène ROYAL | 48,92      | 46,94  |
| M. Nicolas SARKOZY | 51,08      | 53,06  |

### Élection présidentielle de 2002
| Candidat                   | Strasbourg | France |
| -------------------------- | ---------- | ------ |
| M. François BAYROU         | 11,90      | 6,84   |
| M. Olivier BESANCENOT      | 3,40       | 4,25   |
| Mme Christine BOUTIN       | 1,21       | 1,19   |
| M. Jean-Pierre CHEVÈNEMENT | 5,60       | 5,33   |
| M. Jacques CHIRAC          | 18,09      | 19,88  |
| M. Daniel GLUCKSTEIN       | 0,34       | 0,47   |
| M. Robert HUE              | 1,20       | 3,37   |
| M. Lionel JOSPIN           | 17,28      | 16,18  |
| Mme Arlette LAGUILLER      | 4,28       | 5,72   |
| M. Jean-Marie LE PEN       | 17,20      | 16,86  |
| Mme Corinne LEPAGE         | 2,05       | 1,88   |
| M. Alain MADELIN           | 4,03       | 3,91   |
| M. Noël MAMÈRE             | 7,93       | 5,25   |
| M. Bruno MÉGRET            | 2,21       | 2,34   |
| M. Jean SAINT-JOSSE        | 0,47       | 4,23   |
| Mme Christiane TAUBIRA     | 2,83       | 2,32   |

| Candidat             | Strasbourg | France |
| -------------------- | ---------- | ------ |
| M. Jacques CHIRAC    | 84.92      | 82.21  |
| M. Jean-Marie LE PEN | 15.08      | 17.79  |

## Référendums

### Référendum du 29 mai 2005
Référendum sur le traité établissant une constitution pour l'Europe. La France a refusé ce traité, le NON ayant remporté 54,67 % des suffrages contre 45,33 % pour le OUI. A Strasbourg, le OUI l'a emporté avec 62,84 %, contre 37,16 % pour le NON.

### Référendum du 20 septembre 1992
Référendum sur le traité de Maastricht (ou Traité sur l'Union européenne). La France a accepté ce traité avec 51,04 % de OUI contre 48,96 % de NON. A Strasbourg, le OUI atteint 72,22 % contre 27,78 % de NON.